# 1,3-Benzodioxol
1,3-Benzodioxol ist eine chemische Verbindung aus der Gruppe der Dioxole.

## Gewinnung und Darstellung
1,3-Benzodioxol wird durch Decarbonylierung aus Piperonal gewonnen.
Es kann auch durch die Methylenierung von Brenzcatechin mit Natriumhydroxid und Dichlormethan in Dimethylsulfoxid dargestellt werden. Dabei deprotoniert das Natriumhydroxid die Phenolgruppen des Brenzcatechin, das dadurch gebildete Phenolat ist ein starkes Nukleophil und kann somit mit dem Dichlormethan reagieren.
{\displaystyle \mathrm {C_{6}H_{4}(OH)_{2}+2\ NaOH\longrightarrow 2\ C_{6}H_{4}(ONa)_{2}+2\ H_{2}O} }
{\displaystyle \mathrm {C_{6}H_{4}(ONa)_{2}+CH_{2}Cl_{2}\longrightarrow 2\ C_{6}H_{4}O_{2}CH_{2}+2\ NaCl} }

## Verwendung
1,3-Benzodioxol ist ein Grundstoff für die Synthese von beispielsweise Podophyllotoxin und Oxolinsäure.